# Excuse My French (série télévisée)
Pour les articles homonymes, voir Excuse My French.
Excuse My French est une série télévisée canadienne anglophone de type sitcom, produite par CFCF-TV, réalisée par Gary Plaxton et Jack Shea, et diffusée de 1974 à 1976 sur le réseau CTV.
La série met en scène Stuart Gillard et Lisa Charbonneau dans les rôles de Peter et Marie-Louise Hutchins, un couple mixte anglo-francophone vivant à Montréal.

## Distribution
- Stuart Gillard
- Lise Charbonneau
- Pierrette Beaudoin
- Paul Berval
- Daniel Gadouas
- Alain Gélinas
- Isabelle Lajeunesse
- Yvon Leroux
- Earl Pennington
- Susan Roman

## Scénarisation
- Phil Hahu
- Jonathan Kaufer
- Paul Wayne